# Čabalovce
Čabalovce (em húngaro: Csabaháza; ucraniano: Чабалівці) é um município da Eslováquia, situado no distrito de Medzilaborce, na região de Prešov. Tem 21,4 km² de área e sua população em 2018 foi estimada em 339 habitantes.

## Demografia
| Ano:        | 1994 | 2004    | 2014   | 2024    |
| ----------- | ---- | ------- | ------ | ------- |
| Broj ljudi: | 308  | 360     | 368    | 328     |
| Razlika:    |      | +16,88% | +2,22% | -10,86% |

| Ano:               | 2023 | 2024   |
| ------------------ | ---- | ------ |
| Número de pessoas: | 330  | 328    |
| Diferença:         |      | -0,60% |